# 朱利安·史密斯
朱利安·史密斯爵士，KCB，CBE（英語：Sir Julian Smith，1971年8月30日—）是一位英格蘭政治人物，他的黨籍是保守黨。自2010年開始，他擔任斯基普頓和里彭選區選出的英國下議院議員。他畢業於伯明翰大學。